# لیو شاچنگ
لیو شاچنگ (به انگلیسی: Liu Xiaoqing) (زاده ۳۰ اکتبر ۱۹۵۵) بازیگر چینی است.